# لوك بلاكلي
لوك بلاكلي (بالإنجليزية: Luke Blakely)‏ هو لاعب كرة قدم بريطاني، ولد في 13 يوليو 1988 في ليستر في المملكة المتحدة. شارك مع منتخب أنتيغوا وباربودا لكرة القدم. أما مع النوادي، فقد لعب مع Indy Eleven NPSL ‏.

## وصلات خارجية
- لوك بلاكلي على موقع قاعدة بيانات كرة القدم.إي يو (الإنجليزية)
- لوك بلاكلي على موقع ناشيونال فوتبول تيمز (الإنجليزية)